# Naissance en 1307
Naissance
- 1303
- 1304
- 1305
- 1306
- 1307
- 1308
- 1309
- 1310
- 1311

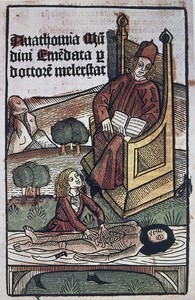
Alessandra Giliani, née en 1307.

Cette page dresse une liste de personnalités nées au cours de l'année 1307  :
- 3 janvier : Othon IV de Bavière, duc de Basse-Bavière de la Maison de Wittelsbach.
- avril : Binnya E Law, septième souverain du Royaume d'Hanthawaddy, en Basse-Birmanie.

- John Arderne, considéré comme le père de la chirurgie en Angleterre.
- Guillaume II de Hainaut, comte de Hainaut, de Hollande et de Zélande (sous le nom de Guillaume IV).
- Adolphe Ier de Nassau, comte de Nassau-Idstein et de Nassau-Wiesbaden.
- Alessandra Giliani, anatomiste italienne qui aurait été prosecteur et assistante de Mondino de' Liuzzi.
- Rulman Merswin, mystique rhénan.

date incertaine (vers 1307)
- Rodolphe II de Saxe, premier prince-électeur de Saxe.

## Crédit d'auteurs
- Cet article est partiellement ou en totalité issu de l'article intitulé « 1307 » (voir la liste des auteurs).